# Brachodes funebris
Brachodes funebris é uma espécie de insetos lepidópteros, mais especificamente de traças, pertencente à família Brachodidae.
A autoridade científica da espécie é Feisthamel, tendo sido descrita no ano de 1833.
Trata-se de uma espécie presente no território português.